# Yzerfontein
Yzerfontein ou Yzerfontein é uma pequena localidade portuária na Costa Oeste da África do Sul, com cerca de 1200 habitantes, a cerca de 90 km a norte da Cidade do Cabo. 